# Zastodole
Zastodole (biał. Застадолле, Zastadolle; ros. Застодолье, Zastodolje) – wieś na Białorusi, w obwodzie grodzieńskim, w rejonie korelickim, w sielsowiecie Cyryn.

## Historia
W XIX i w początkach XX w. położone było w Rosji, w guberni mińskiej, w powiecie nowogródzkim. 
W dwudziestoleciu międzywojennym leżało w Polsce, w województwie nowogródzkim, w powiecie nowogródzkim, w gminie Cyryn. W 1921 miejscowość liczyła 217 mieszkańców, zamieszkałych w 43 budynkach, w tym 173 Polaków i 44 Białorusinów. Wszyscy mieszkańcy byli wyznania prawosławnego.
Po II wojnie światowej w granicach Związku Sowieckiego. Od 1991 w niepodległej Białorusi.